# 丸山敬太
丸山 敬太（まるやま けいた、1965年3月4日 - ）は、日本のファッションデザイナー。東京都渋谷区出身。父は元プロ野球選手の丸山完二。
ブランド名としてはKEITA MARUYAMA（ケイタ・マルヤマ）を使用することが多い。

## 略歴
原宿生まれで、渋谷区立神宮前小学校、渋谷区立原宿中学校卒業。本郷高校デザイン科を経て1987年に文化服装学院ファッション工科・アパレルデザイン科を卒業し、ファッション界に入る。1990年にフリーデザイナーとしての活動を開始し、DREAMS COME TRUEのステージ衣装などのデザインを手がけたことで業界に名が知れるようになる。
1994年の秋冬東京コレクションで自らのブランド「KEITA MARUYAMA」をデビューさせ、1997年にはパリコレクションにも進出した。
2001年に株式会社ワールドと合弁で株式会社ノーリッジインターナショナルを設立（現在は丸山が全株式を保有）、2008年には藤巻幸大と共に株式会社テトラスターを設立（代表取締役に藤巻が就任）しブランドの展開を行っている。
現在デザイナー業の傍ら、名古屋学芸大学ファッション造形学科特別講師を務める。
2012年には、2013年度上期から日本航空の客室乗務員・グランドスタッフが着用する制服の監修を行った。
2014年6月には三越伊勢丹ホールディングスとの包括的な提携を発表し、「KEITA MARUYAMA」ブランドの商標を三越伊勢丹が取得する代わりに、三越・伊勢丹における同ブランド店舗の拡大に加え、外部企業との連携によるライセンス商品の販売などを行うことになった。

## 受賞歴
- 1996年 毎日ファッション大賞新人賞、資生堂奨励賞
- 1998年 FCEデザイナー賞

## 主な出演

### テレビドラマ
- せいせいするほど、愛してる 第4話（2016年8月2日、TBS） - 本人役 ※ 劇中のデザインした浴衣も衣装提供 [5]

### テレビ番組
- ぽかぽか 神田さん、来週着てください!（2023年6月9日・7月28日、フジテレビ）